# رقص قازبگوری
رقص قازبگوری (به گرجی: ყაზბეგური) (تلفظ: ghazbeguri) از جمله رقص‌های فولکلوریک اهالی گرجستان است. نام قازبگوری مربوط به کوهستانهای شمالی گرجستان است. این رقص فقط توسط مردان اجرا می‌شود و نشانگر استقامت و تحمل مردان کوهستان است.

### آموزش رقص قازبگوری
آپارات - آموزش رقص گرجی (متیولوری)